# Manuel Henrique Tavares Fernandes
Manuel Henrique Tavares Fernandes (Lisboa, 5 de fevereiro de 1986) é um futebolista profissional português.

## Carreira
Fez toda a sua formação no  Benfica, tendo feito apenas um ano de escolinha no Sporting Clube de Portugal. Foi aposta de José Camacho e confirmou todo o seu talento,  ganhando o estatuto de jogador fundamental com Trapattoni ao apresentar dotes técnicos e tácticos fabulosos.
Também é conhecido como "Manelélé" por comparação com o jogador francês Claude Makélélé que já foi um dos melhores volantes do mundo.
Fez no dia 12 de Dezembro testes médicos no Beşiktaş, preparando-se para ser um dos jogadores do clube turco.
Manuel Fernandes, têm contrato com o Beşiktaş até final desta mesma época (2014) e estando em final de contrato com o clube de Istambul, pode assinar livremente por qualquer clube desportivo a custo zero, embora  tudo indique que o Internacional Português tenha já clube para a época 2014-2015 que se avizinha.
Apesar de ser considerado por muitos um dos melhores jogadores da sua geração, a sua carreira foi pautada de alguma irregularidade, ficando a sensação de que poderia ter dado muito mais ao futebol. Manuel Fernandes é, sem dúvida, dos melhores médios centro portugueses, com um toque de bola muito incomum e com o factor de jogar bem com os dois pés. A sua excelente visão de jogo e poder de remate são, igualmente, dois argumentos que possui, chegando ao ponto de muitos adeptos do Benfica sempre o quererem ter tido de volta ao clube.

### Lokomotiv Moskva
Manuel Fernandes se transferiu para o Lokomotiv Moskva, em 2014.

## Vida familiar
O seu irmão José Fernandes (conhecido por Tico) é jogador de futsal com uma longa passagem pela 1ª Divisão de Futsal, jogando actualmente no MTBA da 3ª Divisão Nacional.

## Títulos

### Benfica
- Campeonato Português - 2004-05
- Taça de Portugal - 2003-04
- Supertaça Cândido de Oliveira: 2005

### Lokomotiv Moscow
- Copa da Rússia: 2014–15 2016–17, 2018–19
- Campeonato Russo: 2017–18